# Tro og politik
|  | Denne artikel er oprettet af botten PalnaBot ud fra en ekstern database. Den kan derfor have sproglige fejl eller mangler. Denne skabelon kan fjernes efter kontrol af indholdet. |

Tro og politik er en dokumentarfilm instrueret af Kristian Paludan, Peter Flemington efter manuskript af Kristian Paludan, Peter Flemington.

## Handling
I det fattige område Caxias lige uden for Rio de Janeiro i Brasilien arbejder kirkens folk for at forbedre befolkningens levevilkår. Kirken danner ramme om en bevidstgørelse, der kan bruges i kampen mod den sociale vold, som regering og myndighed udøver.